# Simone Garnier
Pour les articles homonymes, voir Garnier.
Simone Antoinette Garnier, née le 25 décembre 1931 à Lyon 5e, est une animatrice de télévision française.

## Biographie
Ses parents tiennent un magasin de vente de téléviseurs à Lyon et, jeune, elle admire dans la boutique de ses parents les trois speakerines de l'époque : Catherine Langeais, Jacqueline Caurat et Jacqueline Joubert. Après un échec au concours d'entrée de la Banque de France, elle répond à une petite annonce parue dans Le Progrès de Lyon recherchant une speakerine et commence ainsi sa carrière à la télévision en 1954 sur la chaîne régionale de la RTF Télé-Lyon. En parallèle, elle anime des spectacles à Lyon, en compagnie de Jo Darlays ou Guy Bouxin (palais d'Hiver, Bourse du Travail, salle Molière, etc.). Durant l'été, elle remplace parfois ses consœurs de l'ORTF pour la présentation du programme national à Paris de la première chaîne de télévision.
Elle présente dès le début des années 1960 et pendant près de 30 ans Intervilles et Jeux sans frontières, aux côtés de Guy Lux et Léon Zitrone. Dans un épisode d’Intervilles en 1961, Guy Lux lui a relancé une expression devenue célèbre et pourtant antérieure : « En voiture Simone ».
À partir de 1985, elle anime sur TF1 Tournez manège !, avec Évelyne Leclercq et Fabienne Égal. Elle prend sa retraite en mars 1991.
En 1991, elle apparaît avec d'autres personnalités de TF1 dans la comédie musicale Le Cadeau de Noël.

### Vie privée
Épouse d'Antoine Knap, elle a un fils Olivier (né en 1959) et une fille Sylvie (née en 1964).